# 中華黃頁
中華黃頁多媒體整合行銷股份有限公司，簡稱中華黃頁，隸屬於中華電信集團旗下，係一家由中華電信股份有限公司百分之百投資成立的子公司，創立於2007年2月1日，原名中華國際黃頁股份有限公司，於2017年9月4日經主管機關核准變更公司名稱為中華黃頁多媒體整合行銷股份有限公司。主要服務與產品包括平面媒體廣告、線上媒體廣告及戶外媒體廣告。

#### 歷任首長
| 任別            | 姓名            | 就職時間        | 卸任時間        | 備註            |
| 中華黃頁 董事長 | 中華黃頁 董事長 | 中華黃頁 董事長 | 中華黃頁 董事長 | 中華黃頁 董事長 |
| --------------- | --------------- | --------------- | --------------- | --------------- |
| 1               | 張豐雄          | 2007年3月1日    | 2007年12月31日  | 專任            |
| 2               | 謝俊明          | 2008年1月1日    | 2010年1月4日    | 專任            |
| 3               | 陳世勇          | 2010年1月5日    | 2015年4月30日   | 專任            |
| 4               | 何旭輝          | 2015年5月1日    | 2017年2月28日   | 兼任            |
| 5               | 郭水義          | 2017年3月1日    | 2018年12月21日  | 兼任            |
| 6               | 洪美華          | 2018年12月22日  | 2019年5月16日   | 專任            |
| 7               | 張世忠          | 2019年5月17日   | 2023年8月13日   | 兼任            |
| 8               | 陳明崇          | 2023年8月14日   | 2024年11月21日  | 兼任            |
| 9               | 郭昆文          | 2024年11月22日  | 現任            | 專任            |
| 中華黃頁 總經理 |                 |                 |                 |                 |
| 1               | 王文山          | 2007年3月1日    | 2010年1月4日    | 專任            |
| 2               | 徐祖詒          | 2010年1月5日    | 2017年3月7日    | 專任            |
| 3               | 張君毅          | 2017年3月8日    | 2018年3月15日   | 委任            |
| 4               | 譚志城          | 2018年3月16日   | 2018年5月9日    | 代理            |
| 5               | 陳建志          | 2018年5月10日   | 2019年2月28日   | 兼任            |
| 6               | 譚志城          | 2019年3月1日    | 2019年5月16日   | 專任            |
| 7               | 張世忠          | 2019年5月17日   | 2019年8月22日   | 兼任            |
| 8               | 韓政憲          | 2019年8月23日   | 現任            | 專任            |

## 外部連結
- 中華電信（页面存档备份，存于）
- 中華黃頁多媒體整合行銷股份有限公司 （页面存档备份，存于）